# La Solana
La Solana település Spanyolországban, Ciudad Real tartományban. La Solana Alhambra, San Carlos del Valle, Membrilla és Manzanares községekkel határos. Lakosainak száma 15 225 fő (2024).

## Népesség
A település népessége az elmúlt években az alábbi módon változott:
| Lakosok száma | 15 255 | 15 432 | 15 948 | 16 511 | 16 238 | 16 042 | 15 792 | 15 479 | 15 357 | 15 225 |
|               | 2001   | 2004   | 2006   | 2009   | 2011   | 2014   | 2016   | 2019   | 2021   | 2024   |